# جائزة ألمانيا الكبرى للدراجات النارية 2015
جائزة ألمانيا الكبرى للدراجات النارية 2015 هو سباق دراجات نارية أقيم بتاريخ 12 يوليو 2015 في هوينشتاين-إرنستال، ألمانيا. كان الجولة التاسعة من أصل 18 في سباق الجائزة الكبرى للدراجات النارية موسم 2015. فاز الإسباني مارك ماركيث بفئة الموتو جي بي بينما جاء الإسباني داني بيدروسا في المركز الثاني وحصل على المركز الثالث الإيطالي فالنتينو روسي.

## وصلات خارجية
- الموقع الرسمي